# Nélée
Pour les articles homonymes, voir Nélée (homonymie).
Dans la mythologie grecque, Nélée (en grec ancien Νηλεύς / Nēleús), fils du dieu Poséidon et de Tyro, est roi de Pylos. Dans certaines versions, il a également été compté comme un Argonaute au lieu de son fils, Nestor,.

## Famille
Selon les versions les plus courantes, Nélée était le fils de Poséidon et de Tyro (parfois donnée comme une nymphe) et avait aussi un frère appelé Pélias. Selon Pausanias cependant, Nelée était le fils de Créthée, roi d'Iolcos, qui était lui-même un fils d'Éole. Hygin, quant à lui, donne à son père le nom d'Hippocoon.
De son union avec Chloris, Nélée engendra Péro, Périclyménos, Alastor, Chomios, Asterius, Deimachus, Epilaus, Eurybius, Eurymenes, Evagoras, Phrasius, Pylaon, Taurus et Nestor. Certains disent que Chloris n'était mère que de trois des fils de Nélée (Nestor, Périclyménos et Chromios), alors que les autres étaient ses enfants de différentes femmes,, mais d'autres récits sont explicitement en désaccord avec cette affirmation. Sinon, la mère de Nestor s'appelait Polymède.

## Mythe

### Naissance et enfance
Tyro était amoureuse d'Énipée, un dieu du fleuve. Elle poursuivit Énipée de ses avances mais ce dernier les refusa. Un jour, Poséidon, rempli de convoitise pour Tyro, se déguisa en Énipée pour passer la nuit avec elle. De leur union sont nés des jumeaux: Pélias et Nélée. Tyro expose alors ses fils nouveau-nés sur une montagne mais ils ont été  sont recueillis et élevés par un berger ou une servante.

### À l'âge adulte
À l'âge adulte, Les garçons retrouvent leur mère par laquelle ils sont reconnus, laquelle a épousé entre-temps Créthée, roi d'Iolcos, avec qui elle eut trois fils: Éson, Phérès et Amythaon. Certaines versions disent cependant qu'elle était déjà mariée à Créthée et mère de ses enfants lorsqu'elle poursuivit Énipée de ses avances et enfanta les jumeaux. 
Sidéro, seconde épouse du roi Salmonée et donc belle-mère de Tyro, une femme dure et cruelle, avait maltraitée Tyro dans le passé et les jumeaux décident alors de la venger. Bien que Sidéro tente de les fuir en se cachant dans un temple d'Héra, elle y est poursuivi par Pélias qui la tue sur l'autel, gagnant ainsi la haine éternelle de la déesse.
À la mort de Créthée, une violente querelle survient au sujet de l'héritage. En effet, Pélias cherche à dominer toute la Thessalie et usurpe le trône d'Iolcos en attirant Éson, le successeur légitime, dans une grotte et en bannissant son frère et ses autres demi-frères qui s'installent alors en Messénie. Certaines versions précisent que Nélée s'y retire avec les fils de son demi-frère Amythaon. Là, le roi Apharée, cousin de Tyro, leur permet de s'installer à Pylos où Nélée établit son palais. Il devient éventuellement roi de Pylos.
Nélée épouse Chloris, la plus jeune fille du roi Amphion d'Orchomène, dont il a douze fils et une fille, parmi lesquels Nestor, le « vieux meneur de chars » de la guerre de Troie, Périclyménos, Chromios et Péro. Il renouvelle également les Jeux olympiques.
Furieux d'avoir essuyé un refus d'être purifié du meurtre de sa femme et de ses enfants par Nélée, Héraclès le tue ainsi que ses fils, à l'exception de Nestor, absent, et Iphitos. Nélée est enterré sur l'isthme de Corinthe.